# Палац Ланге
Палац у Нападівці — зразок історичної споруди кінця 18 століття в стилі класицизм. Колишній володар — відомий данський поет, дипломат, перекладач і науковець Тор Ланге (1851–1915).

## Відомості
Збудований наприкінці XVIII ст. Палац оточував невеликий парк, перед палацом знаходилась відкрита місцина. Маєток був оточений муром з високою в'їзною брамою.
З самого початку з'явилась будівля жовтого кольору («жовтий палац»). Проте згодом було зведено ще один палац, а старий почав використовуватись як флігель.
Колись палац виглядав так:
| Головний палац збудований у стилі зрілого класицизму, цегляний, одноповерховий, прямокутний в плані. Фасади п'ятидільні, з трьома ризалітами. Центральний ризаліт на головному фасаді являє собою шестиколонний одноосьовий портик іонічного ордеру, піднятий на високий стилобат, завершений трикутним фронтоном. На парковому фасаді йому відповідає восьмиколонний портик. Бічні ризаліти з вікнами у напівциркульних пласких нішах закріплені кутовим рустом і архітектурно підсилені аттиками, в площині яких розташовані ліпні гірлянди. Планування палацу анфіладне з двохстороннім розташуванням приміщень і овальним залом по центральній осі. Овальний зал і суміжна з ним кімната прикрашені ліпними барельєфами зі сценами на античні теми. Перекриття пласкі. |
У своїй праці письменник Віктор Мельник так описує дореволюційний період та мешканців палацу:
| «З селом Нападівкою та садибою тісно пов'язаний відомий данський поет, перекладач і науковець — Тор Неве Ланге (1851–1915). Серед його здобутків — велика кількість перекладів українських народних пісень на данську мову, описи визначних місць України. Саме він першим ознайомив народ своєї країни з культурою України. Ланге довгий час жив у Російській імперії. У 1883 він одружується із уродженкою с. Нападівка Наталією Протопоповою і назавжди здобуває другу домівку - родинний маєток Протопопових. Довгий час Ланге жив та працював у цій садибі, часто приїжджав сюди на літній відпочинок. Помер Тор Ланге 22.02.1915 в Нападівці і був похований у фамільному склепі Протопопових. Лише в 1920-их його прах родичі перевезли в Копенгаген». |
У радянську епоху палац Ланге, як і всі інші палаци, використовувався під господарчі потреби (в його стінах була школа).
До нинішнього часу збереглися:
- головний палац;
- флігель (колишній «жовтий» палац);
- брама;
- круглий басейн;
- залишки парку.

Без належного догляду садиба повільно руйнується.

### Власники
Палац у Нападівці заклав Валеріан Прилуцький (1740—1830). Далі палац перейшов його сину Яну (?-1853), маєток після нього набув його родич Юліан Струтинський. Останнім власником палацу був Ланге.

## Галерея

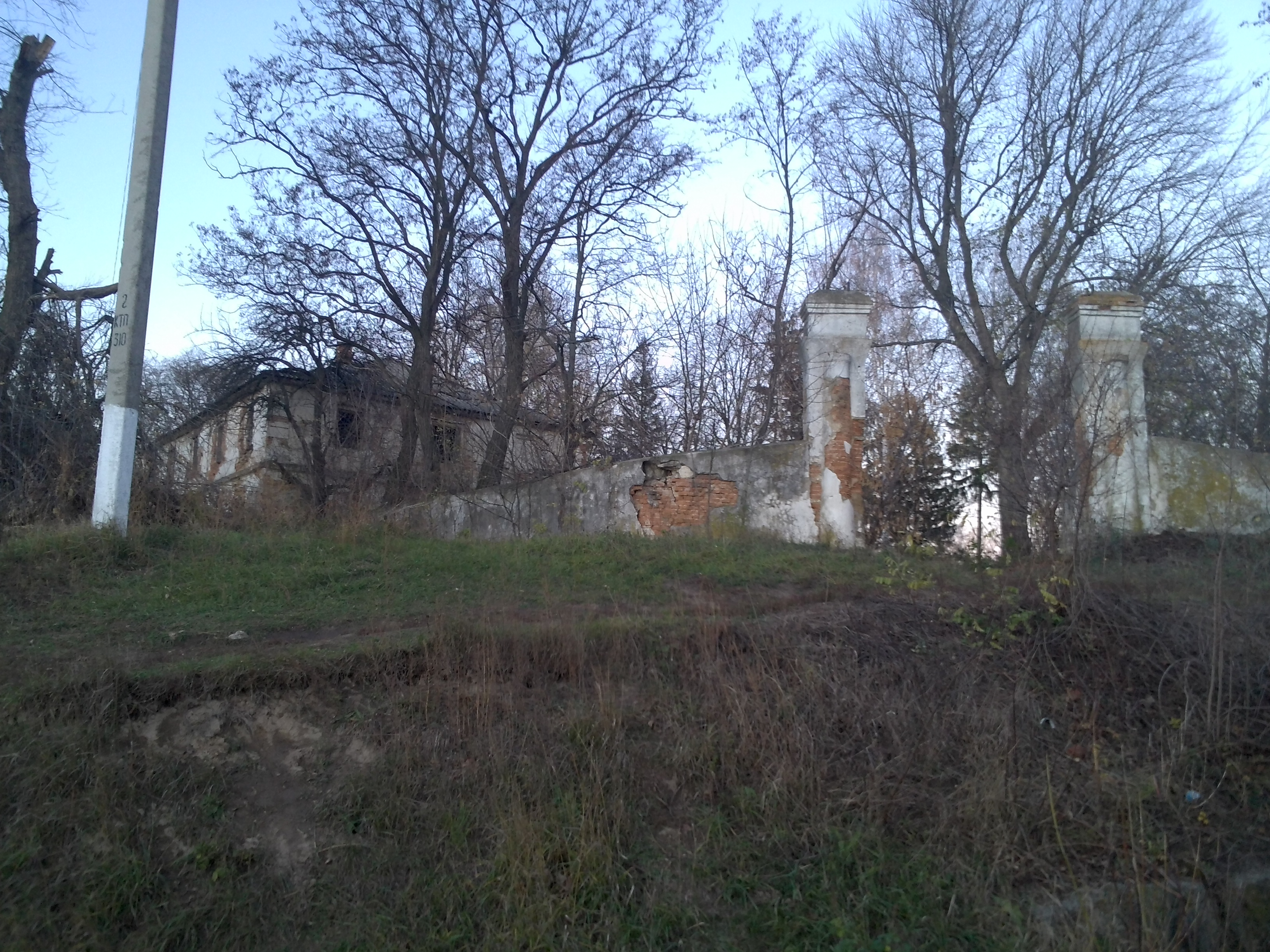
Брама та флігель
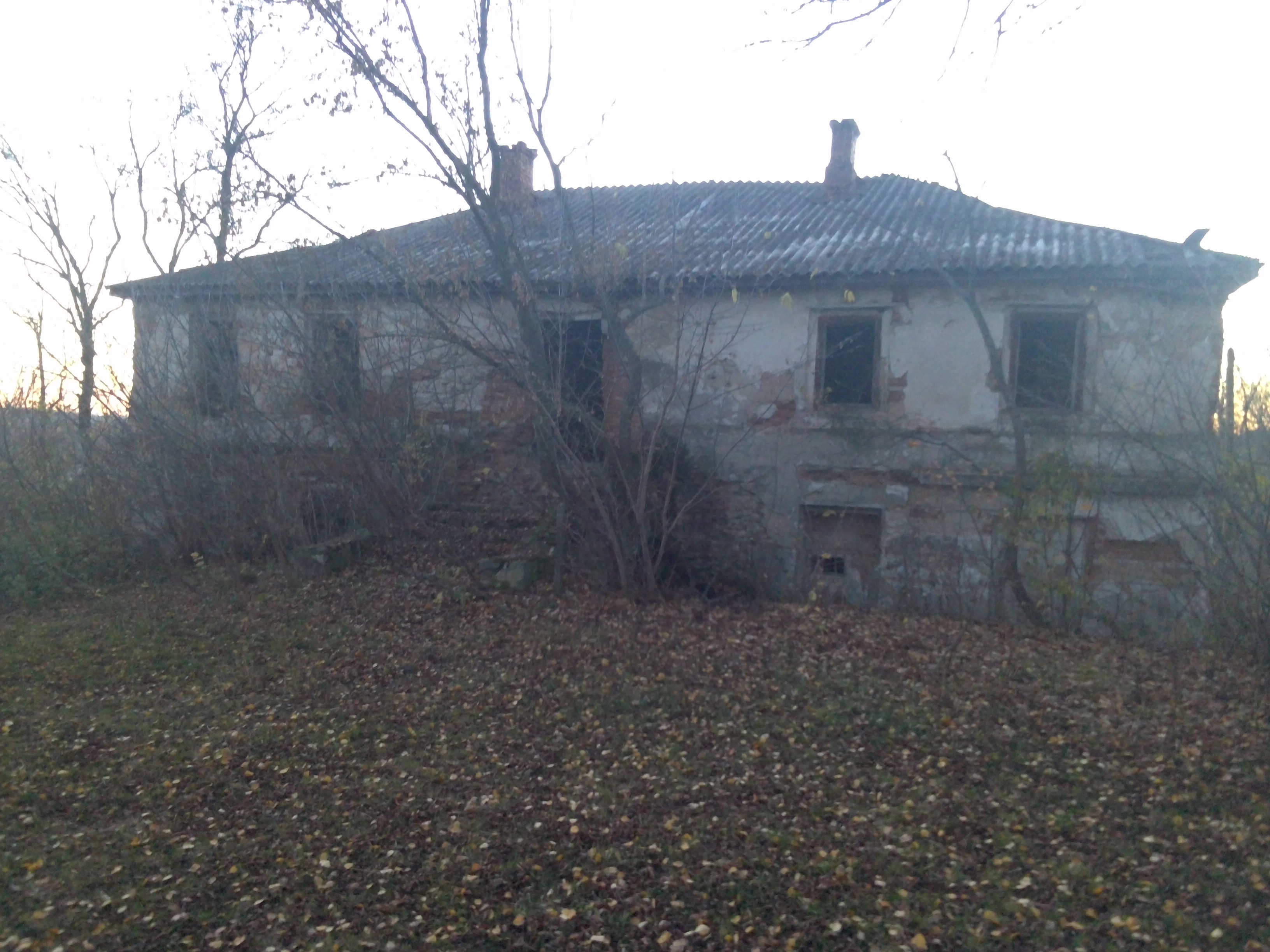
Флігель
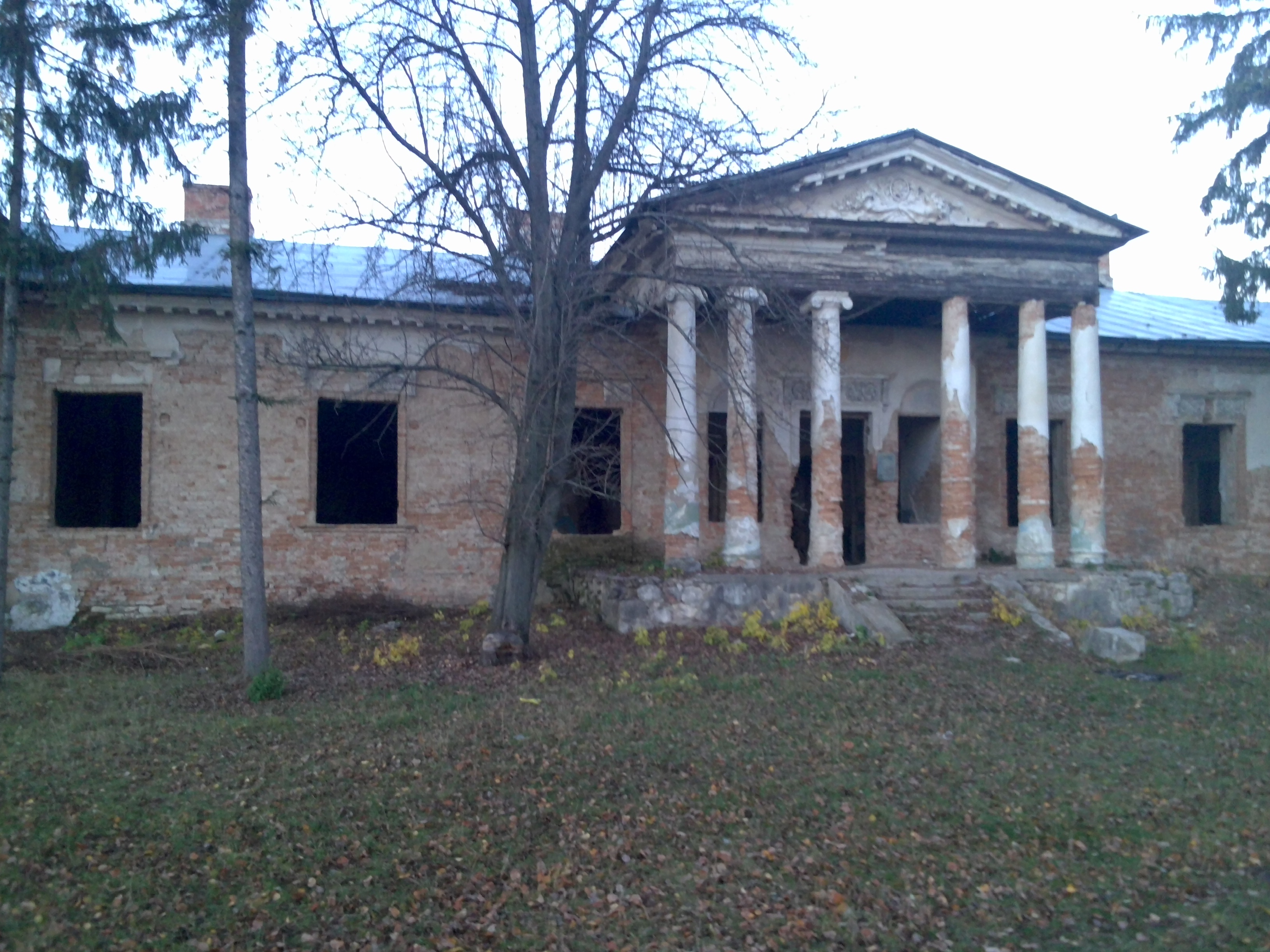
Палац (центральний вхід)
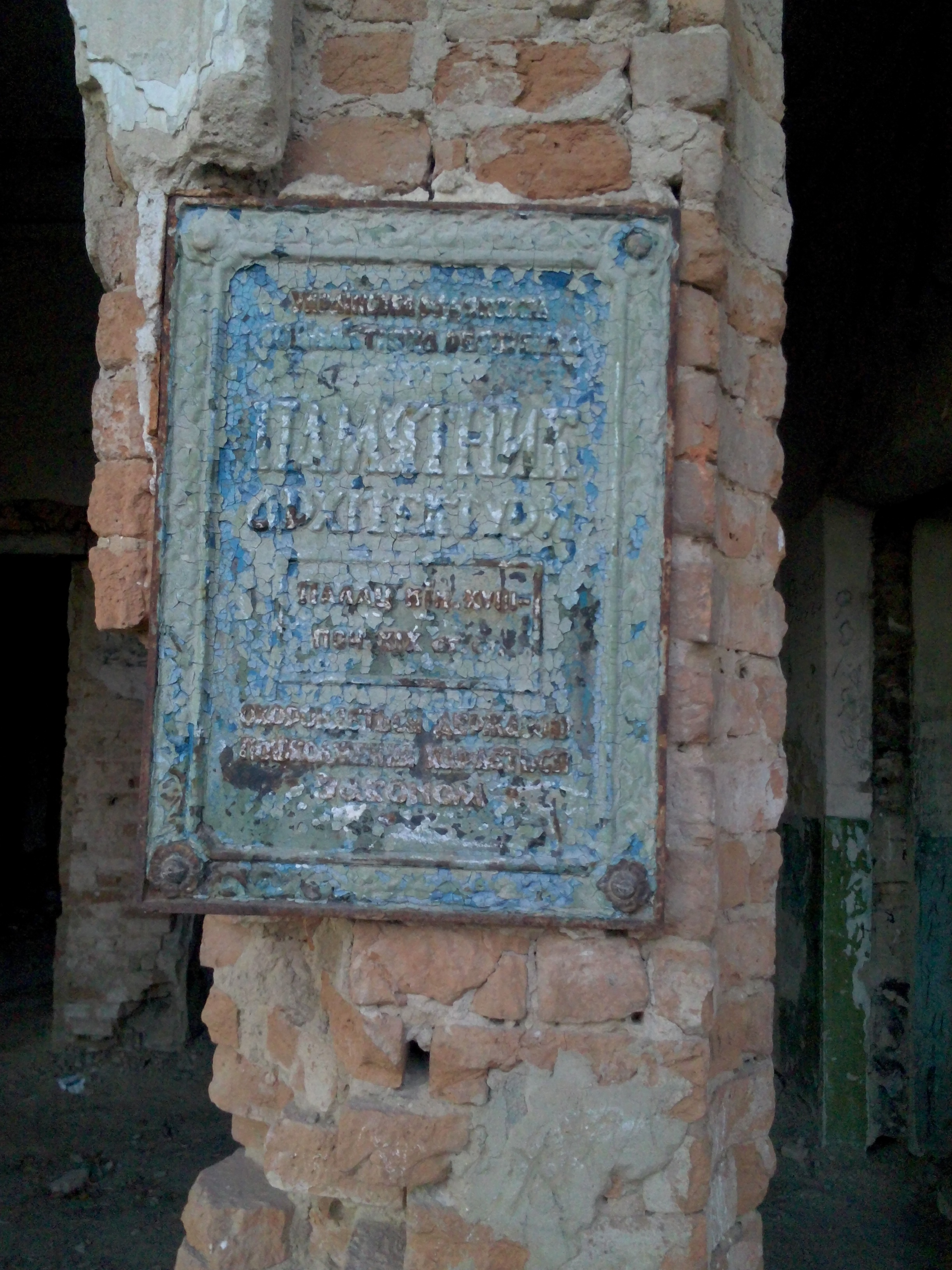
Охоронний знак
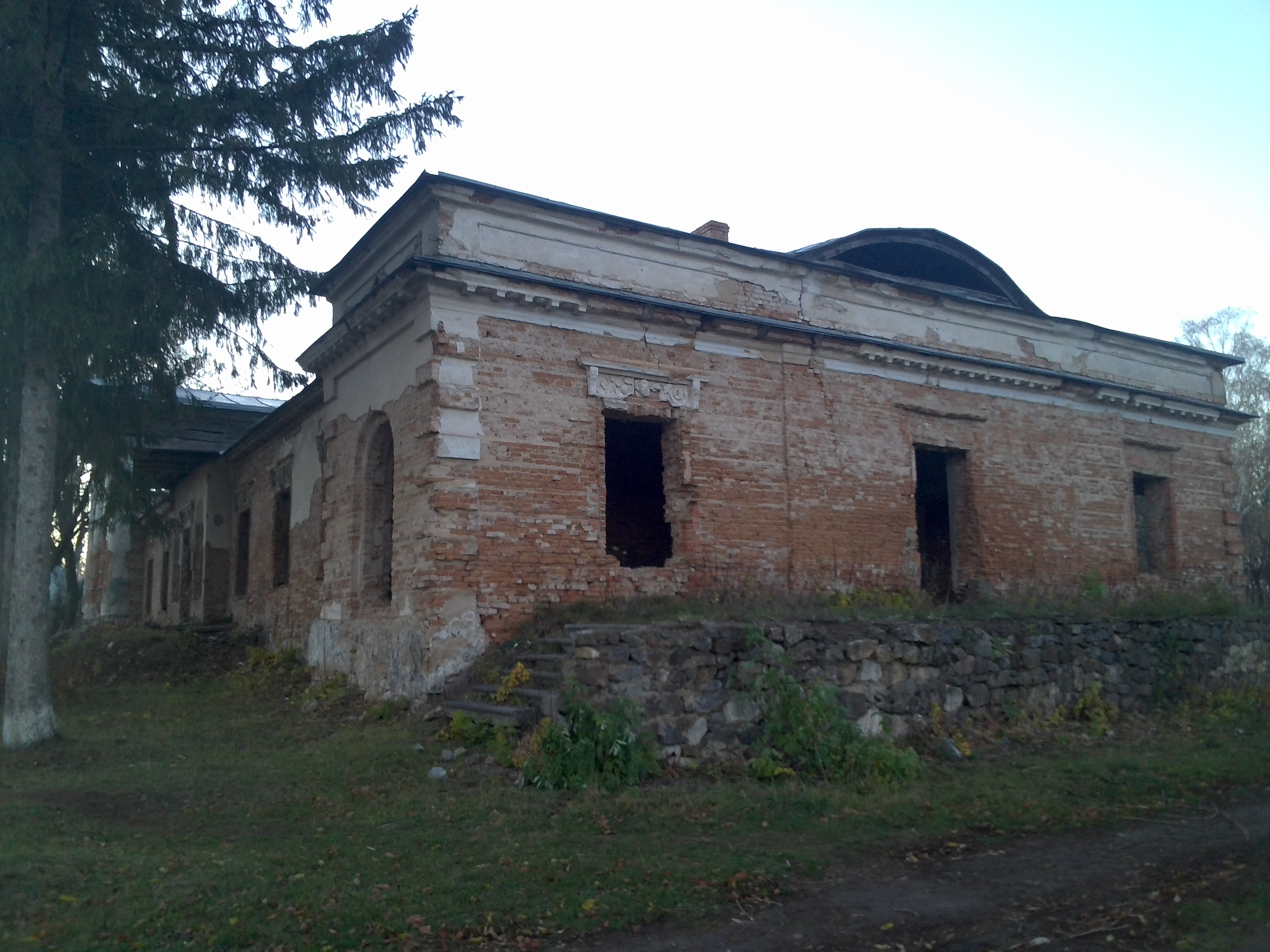
Палац (вид з боку)
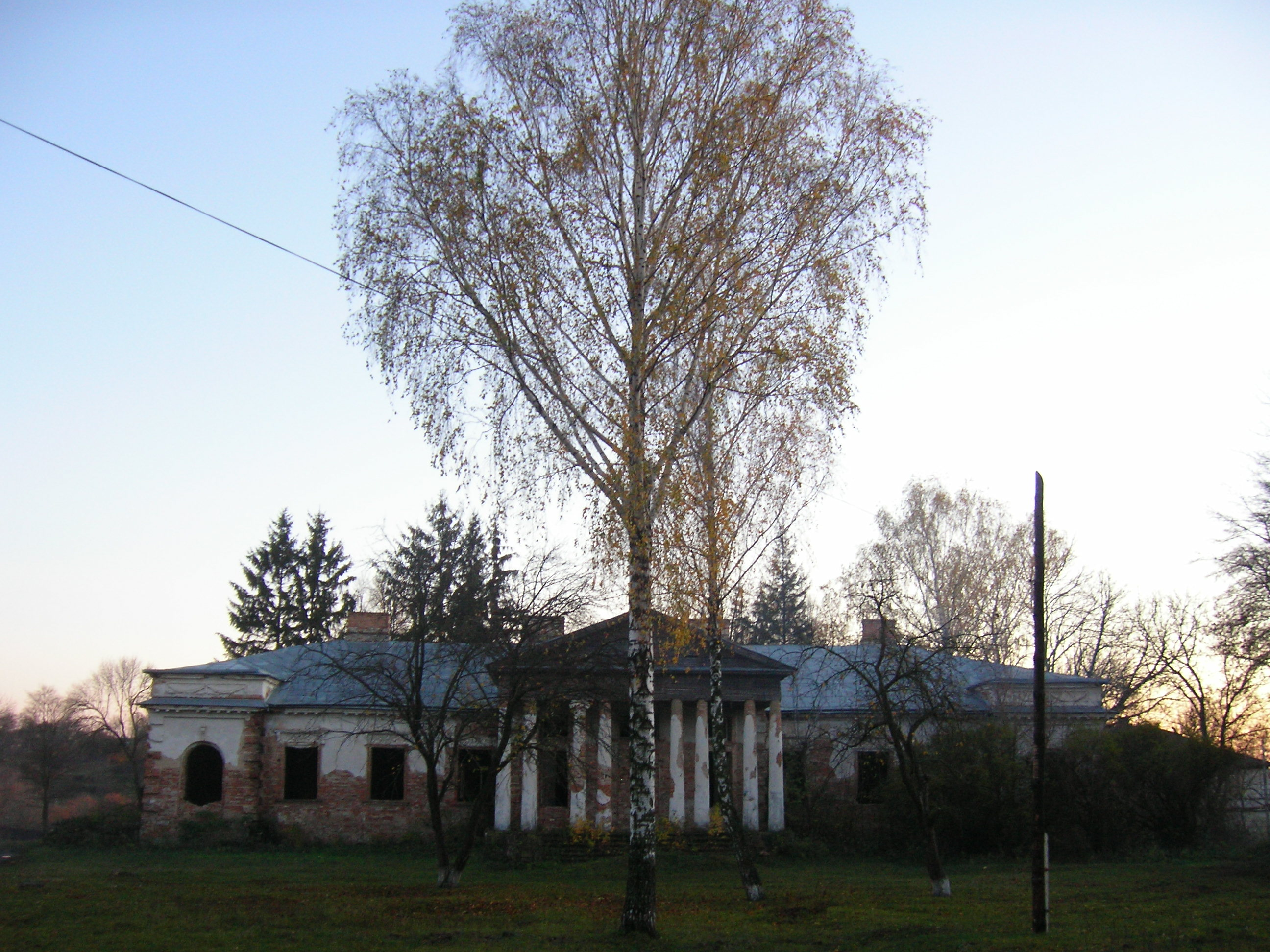
Палац (зі сторони парку)
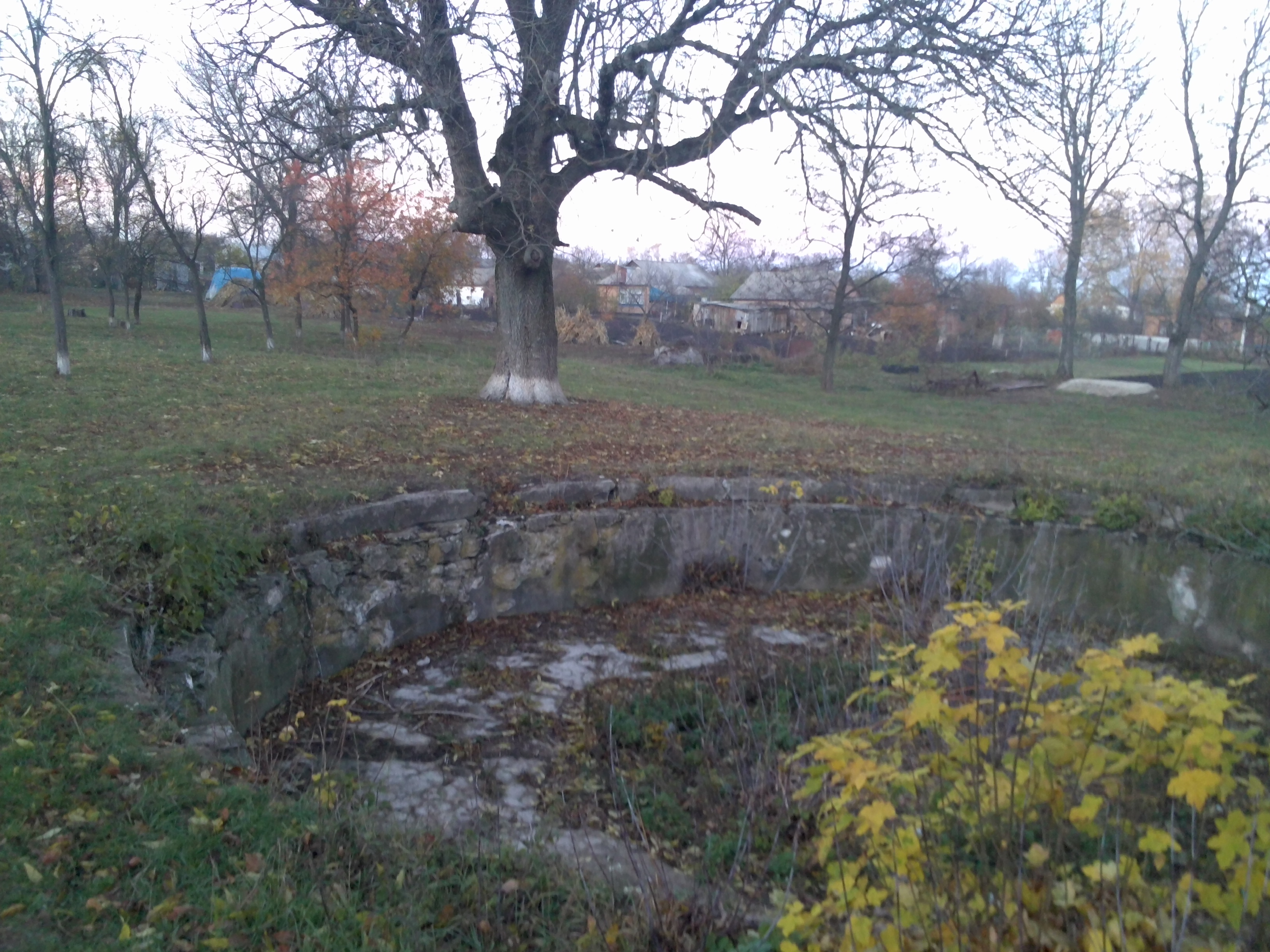
Басейн
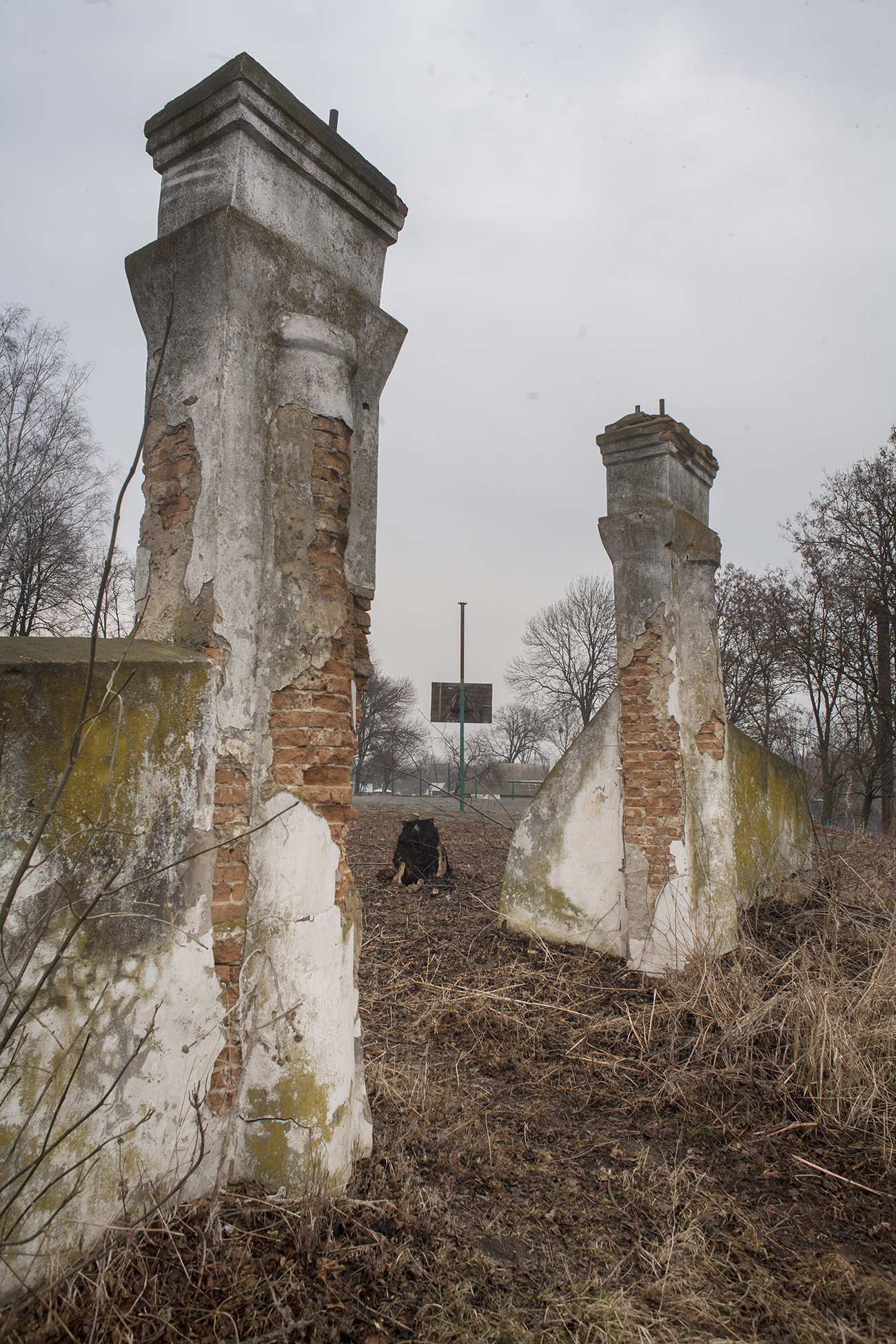
Палац Тора Ланге, брама
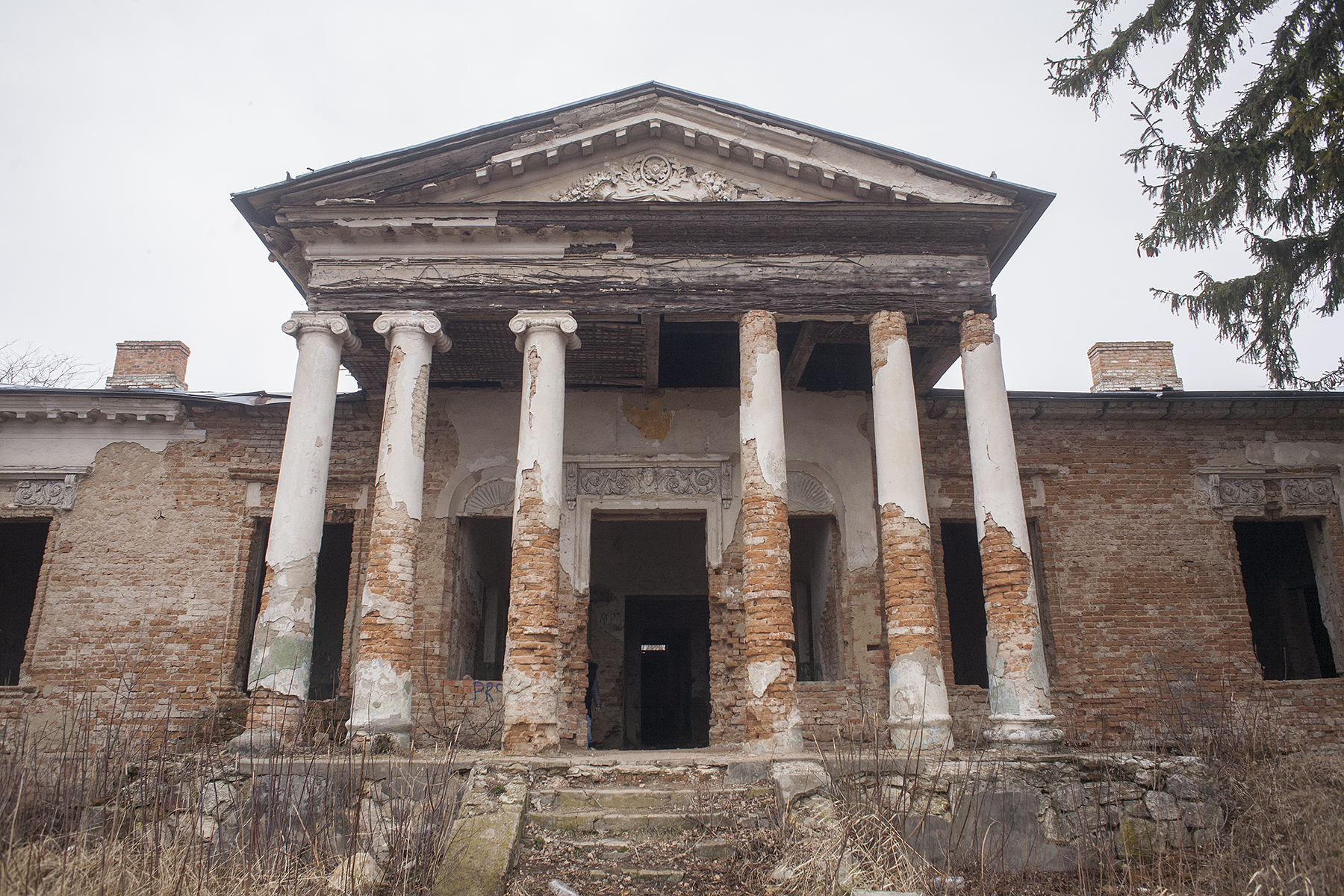
Палац Тора Ланге, фасад
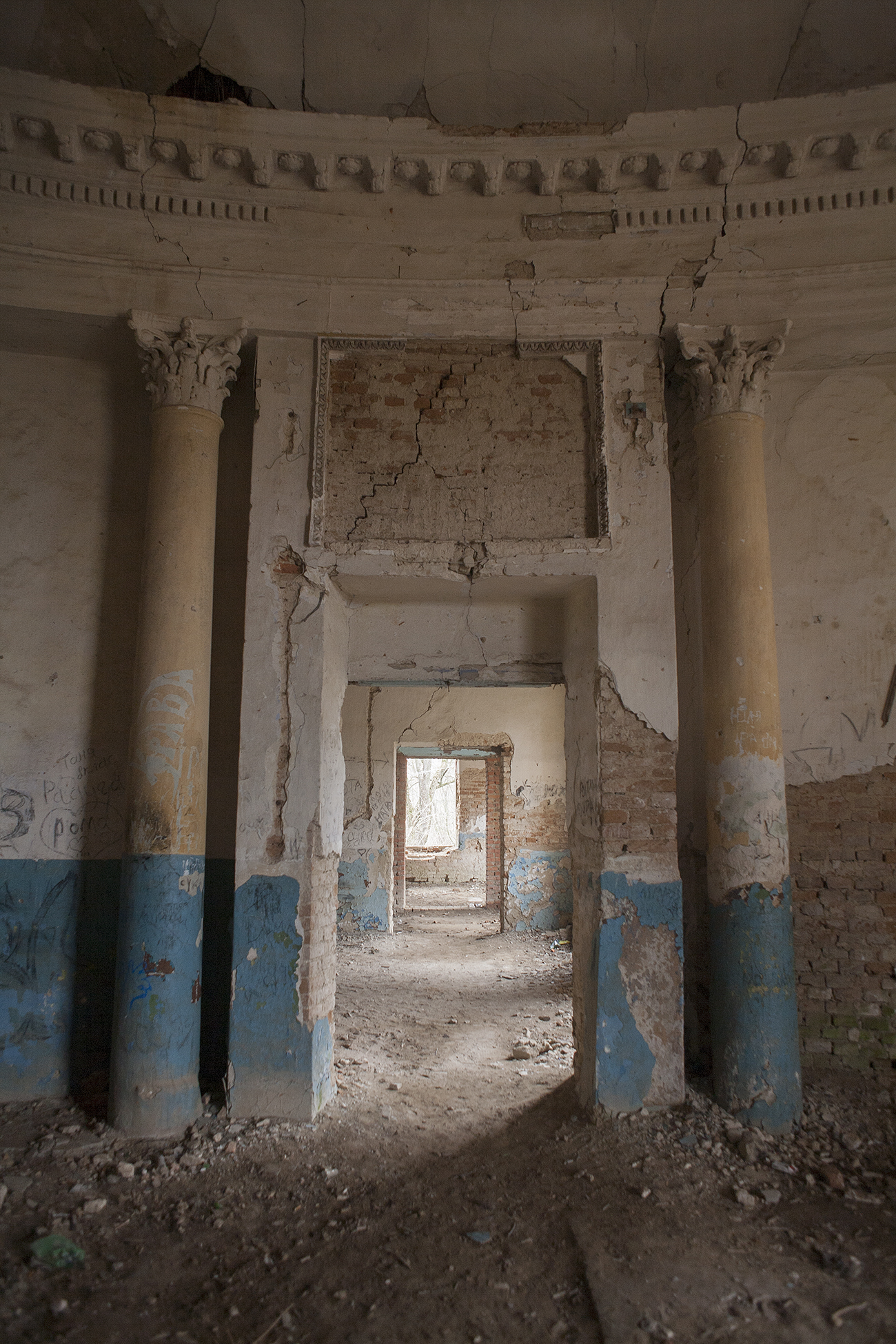
Палац Тора Ланге, інтер'єр

.